# Gustav Passolt
Gustav Eduard Passolt, auch Gustav Eduard Paßolt (* 31. Juli 1813 in Ebersdorf; † 24. März 1895 in Schleiz) war ein deutscher Lehrer, Pfarrer und Politiker.

## Leben
Passolt war der Sohn des Lohgerbers Johann Christian Pass(ß)olt in Schleiz und dessen Ehefrau Johanne Juliane Wilhelmine geborene Frank. Er war evangelisch-lutherischer Konfession und heiratete am 2. Oktober 1843 in Hohenleuben Selma Krieg (* 12. August 1811 in Hohenleuben; † 30. Oktober 1880 in Schleiz), die Tochter des Kaufmanns Gottlob Friedrich Krieg. Moritz Weißker ist ein Schwager.
Passolt besuchte von 1825 bis 1832 das Gymnasium Rutheneum in Schleiz und studierte dann bis 1835 Theologie und Philosophie in Leipzig. Er schloss das Studium mit der Promotion zum Dr. phil. ab. 1839 wurde er Hauslehrer in Riesa und dann in Hohenleuben. Ab 1840 war er Sprachlehrer am Gymnasium Rutheneum in Schleiz und seit 1842 Kollaborateur des geistlichen Ministeriums in Schleiz. Am 22. Februar 1843 wurde er in Gera ordiniert. 1843 bis 1844 lehrte er Rechnen am Seminar in Schleiz, bevor er die zweite Lehrerstelle an der Bürgerschule Schleiz erhielt.
1854 wurde er Pfarrer in Oschitz und 1857 in Göschitz. Ab 1861 war er Diaconus und Seminardirektor in Schleiz, 1871 Distrikschulinspektor der Diözese Schleiz und 1872 Direktor des Landesseminars in Schleiz. 1884 trat er in den Ruhestand. Er wurde mit dem Titel eines Kirchenrats und dem fürstlichen goldenen Ehrenkreuz (1872) ausgezeichnet.
1852 und von 1862 bis 1867 gehörte er dem Gemeinderat der Stadt Schleiz an. Vom 13. Mai bis zum 25. Juni 1852 war er als Stellvertreter für Anton Jani Abgeordneter im Landtag Reuß jüngerer Linie. 